# Saint-Quentin-la-Tour
Saint-Quentin-la-Tour é uma comuna francesa na região administrativa de Occitânia, no departamento de Ariège. Estende-se por uma área de 9,02 km². Em 2010 a comuna tinha 344 habitantes (densidade: 38,1 hab./km²).